# Werner Kogler
Werner Kogler (født 20. november 1961 i Hartberg, Steiermark) er en østrigsk politiker,  talsmand for det østrigske grønne parti.

## Politisk karriere
Han har været medlem af Nationalrådet 1999-2017. 2019 blev han genvalgt til Nationalrådet.
I 2010 satte han filibuster-rekord, i et forsøg på at blokere en finanslovsvedtagelse. Den 16. december kl. 13:18 begynder han at tale i Nationalrådet, og slutter først kl. 2 om natten efter 12 timer og 42 minutter. 